# متحف الفنون الجميلة بالاسكندرية

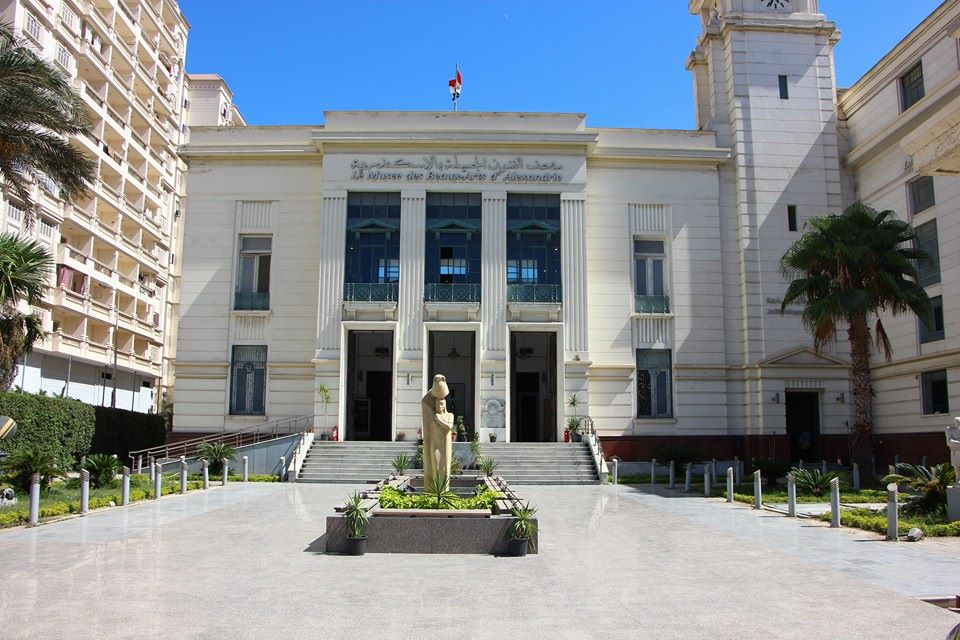
متحف الفنون الجميلة بالإسكندرية

متحف الفنون الجميلة بالإسكندرية، يقع متحف الفنون الجمية بمنطقة محرم بيك بمدينة الإسكندرية. يعتبر أول متحف بُني خصيصاً ليكون متحفاً للفنون الجميلة في مصر والشرق الأوسط. يضم المتحف مجموعة كبيرة من أعمال الفنانين المصريين الرواد يالإضافة إلي بعض أعمال المدرسة الرومانسية، الباروك والروكوكو وبعض لوحات المستشرقين. يضم المتحف ابضاً بعض أعمال الحفر والطباعة بالإضافة إلي بعضٍ من أعمال المثال «محمود مختار» وبعض المثالين المصريين والأوربيين.
يساهم المتحف في الارتقاء بالذوق الفني في المجتمع السكندري والمصري بوجه عام وذلك من خلال إقامة أنشطة فنية متنوعة تشمل ورش فنية وتربية متحفية للأطفال، العديد من المعارض الفنية لكبار الفنانين المصريين، ورش عمل ومعارض فنية لشباب الفنانين بالإضافة إلي أنشطة التبادل الثقافي الدولي.

## نبذة تاريخية
تبدأ قصة المتحف عام 1904 عندما قبِلت بلدية الإسكندرية مجموعة اللوحات التي أهداها أحد محبي الفنون الجميلة وهو الألماني «إدوارد فريد هايم» وهي مكونة من 210 عمل فني لأكبر الفنانين الأجانب، وقد اشترط «فريد هايم» علىٰ بلدية الإسكندرية أن تُنشئ مكاناً لعرض الأعمال وإلا عادت لموطنه الأصلي «ألمانيا» للعرض في متحف «دوسلدورف».
في عام 1936 أهدى سكندري آخر وهو «البارون دى منشا» ڤيلّا بحي مُحرم بك كي تكون مكتبةً ومتحفاً للأعمال الفنيّة وبالفعل تم البدء في تنظيم مجموعات الأعمال الفنيّة لعرضها، إلا أن الحرب العالمية الثانية سرعان ما قامت وأصابت المبنىٰ بإصابات مباشرة فاضطرت البلدية إلىٰ تخزين الأعمال ورصدت البلدية اعتمادات كبيرة لتحويل الڤيلّا إلىٰ متحف كبير يليق بفنون الإسكندرية.
«البارون فليكس دي منشا» صاحب الأرض المهداه لبلدية الإسكندرية عام 1936 لكي يقام عليها «متحف الفنون الجميلة»، وكان تاجراً ماهراً وتوفى عام 1943 والذي كان متزوجا من السيدة «روزيتا كلرديا الاربيارى» والتي توفيت بعده عام 1949، وكانا لهما من الأولاد جورج دى منشا وجان دى منشا وهم من أصل بريطاني، وقد تم بناء مدرسة «الإسكندرية» في فناء القصر والتي قُسمت بعد ذلك لمدرستين هما «مدرسة شدوان» ومدرسة «المشير أحمد بدوي».
و في عام 1949 تم تكليف المهندس المعمارى «فؤاد عبد المجيد» من قِبل مدير عام بلدية الإسكندرية آنذاك «حسين صبحي» لبناء متحف الفنون الجميلة. وقد تم بناء المتحف علىٰ أحدث طراز متضمناً العديد من صالات العرض ومكتبة فنيّة ومركزاً ثقافياً خُصص لإقامة الحفلات الموسيقية وتقديم الندوات الثقافية والعروض السينمائية.
و في 26 يوليو 1954 قام مجلس قيادة الثورة بافتتاح المتحف تزامناً مع الاحتفال الثاني لثورة يوليو، وفي 26 يوليو 1955 قام الرئيس جمال عبد الناصر بافتتاح الدورة الأولىٰ لبينالي الإسكندرية لدول حوض البحر الأبيض المتوسط، وهو البينالي الأقدم علىٰ مستوىٰ العالم بعد بينالي ڤينيسيا، والذي احتضنه المتحف منذ ذلك الحين وحتى الآن.
و في يناير 2013 تم إعادة افتتاح المتحف مرة أخرىٰ بعد تطويره وقد تم إضافة مبنىٰ للورش والاستضافات الفنيّة بالحديقة الخلفية للمتحف ومتحفاً للخط العربي وتخصيص قاعة من قاعات المتحف لتكون قاعة للعروض المتغيرة وأُطلق عليها أسم الفنان السكندري «حامد عويس».

## المقتنيات
مصادر الأعمال

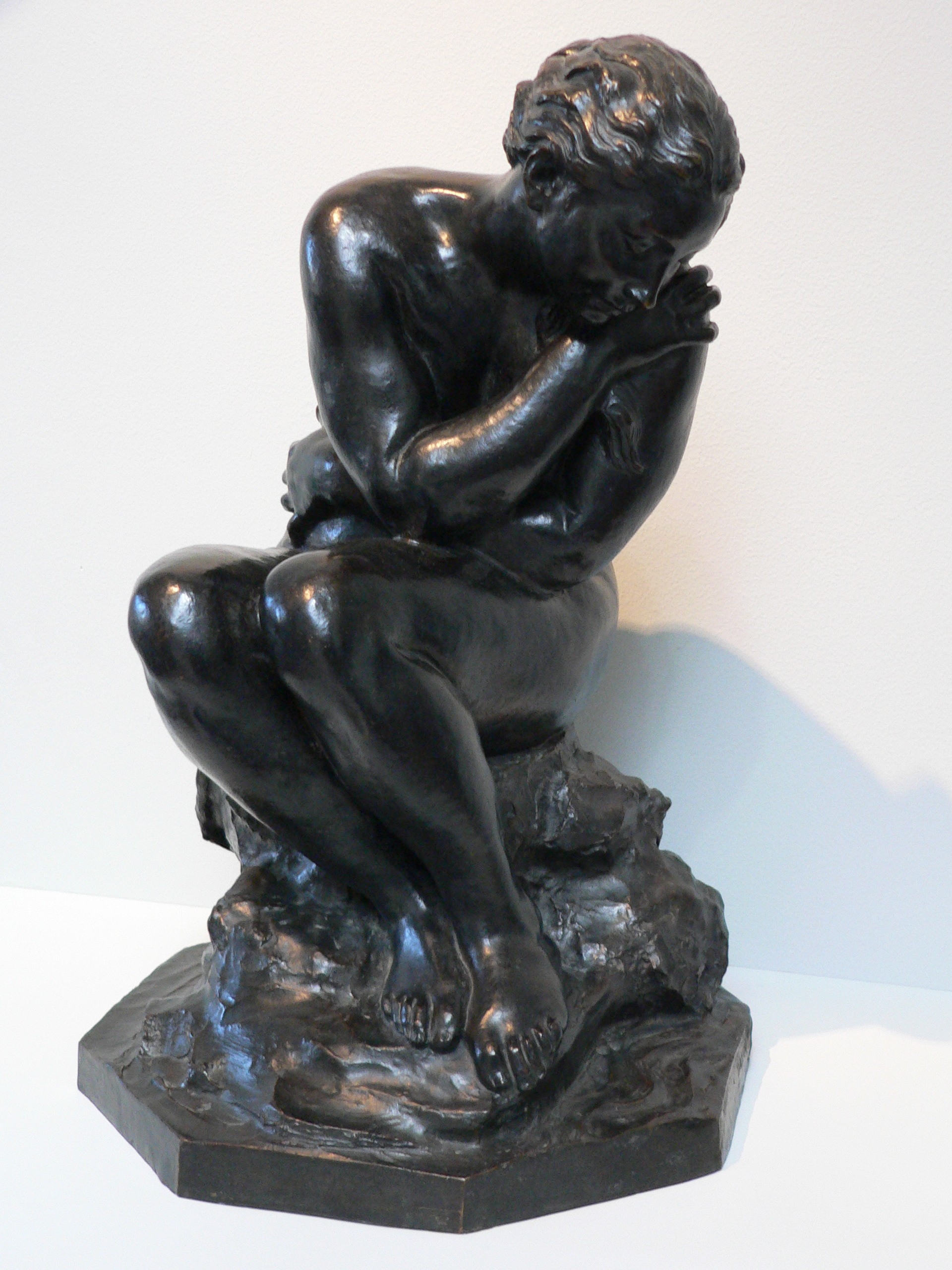
Dalou Bather

الأعمال الفنية في المتحف مُقسمة لثلاث مجموعات أساسية بناءاً على طريقة ورودها إلى المتحف.
المجموعة الأولى
و هي مجموعة «ادوارد فريد هايم» الألماني اليهودي مُقتني الأعمال الذي أهدى ثروته للمتحف، وكان عددها 210 عمل فني.
المجموعة الثانية

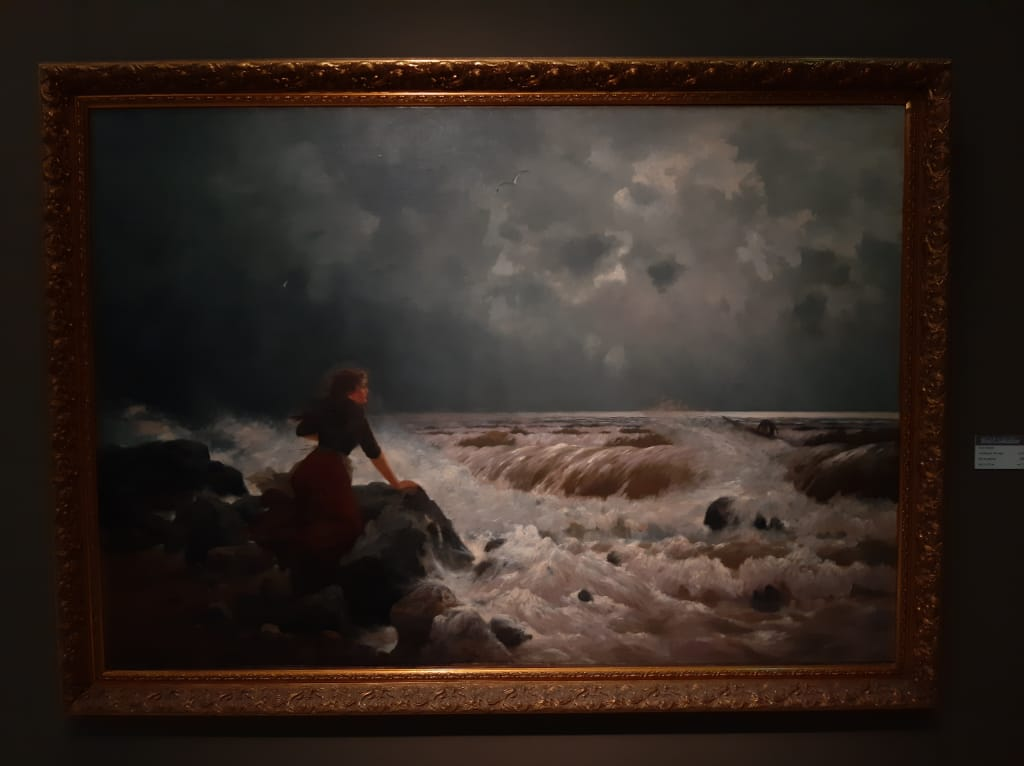
لوحة

و هي مجموعة لوحات «المستشرقين»، المعروضة بقاعة مُستقلة بالدور الثاني، وهذه المجموعة أهداها «محمد محمود خليل» لمتحف الفنون الجميلة، وكانت من ضمن مجموعته الخاصة، لكنه أهداها للمتحف لطبيعتها الكلاسيكية والتي تتناسب مع باقي مقتنيات متحف الفنون الجميلة.
المجموعة الثالثة
هو (إهداءات متحف الفن المصري الحديث بالقاهرة) بالإضافة لإهداءات فردية من العديد من الفنانين المصريين والأرمن والأجانب الذين عاشوا بمصر على مدار تاريخ المتحف، حيث خصصت المحافظة مبالغاً مالية للاقتناء من الفنانين لإثراء المجموعة الفنية.